# Tommy Bowe
Thomas John „Tommy“ Bowe (* 22. Februar 1984 in Craigavon, Nordirland) ist ein ehemaliger irischer Rugby-Union-Spieler, der für die Ospreys und die irische Nationalmannschaft spielte. Er wurde auf der Position des Außendreiviertels eingesetzt.
Bowe begann im Alter von sieben Jahren mit dem Rugbysport und spielte in seiner Kindheit auch Gaelic Football. Während der Schulzeit spielte er für die Auswahl der Royal School Armagh als Schlussmann, erst in der irischen U21-Nationalmannschaft wechselte er auf die Position des Außendreiviertels. In der Saison 2003/04 wurde er von Ulster in der Magners League eingesetzt und legte bei seinem Debüt für die Provinz gleich einen Versuch. Zur Saison 2008/09 wechselte er zum walisischen Team Ospreys.
Zu Beginn der Saison 2012/13 kehrte er mit einem Dreijahresvertrag nach Ulster zurück. Bei seiner Rückkehr für Ulster erzielte er zwei Versuche gegen Cardiff Blues und war maßgeblich an der Ligasaison der Provinz beteiligt, indem er ihnen half, das Pro12-Finale zu erreichen. 2018 beendete er dort sein aktive Karriere.
Bowe lief erstmals im November 2004 für Irland gegen die USA auf. Er fiel dann aufgrund einer Verletzung für die Six Nations 2005 aus. Weitere Verletzungen und Formschwankungen führten dazu, dass er nicht für den Kader Irlands zur Weltmeisterschaft 2007 berücksichtigt wurde. In den folgenden Spielzeiten wurde er jedoch zum fundamentalen Bestandteil der Nationalmannschaft und spielte so in allen fünf Spielen beim Grand Slam der Iren bei den Six Nations 2009.
Am 21. April 2009 wurde er von Ian McGeechan für die Südafrika-Tour der British and Irish Lions nominiert. Er kam in allen drei Spielen der Serie zum Einsatz. Im April 2013 wurde er als Mitglied des British & Irish Lions-Teams für die Australien-Tour ausgewählt.